# 茲林城市群
茲林城市群（捷克語：Zlínská aglomerace）是捷克共和國茲林市及其周邊地區的城市群。茲林城市群最初由捷克共和國區域發展部於2014年為實施綜合土地開發計畫而設立，該計畫旨在從歐洲結構與投資基金中籌集資金。茲林城市群由11個市鎮組成，人口約10.7萬，面積213平方公里（82平方英里）。